# 西町ロックショウ
西町ロックショウ（にしまちろっくしょう）とは、沖縄県で上演されているお笑いを交えた演芸イベント。

## 概要
- 2012年に「那覇市西町を盛り上げよう!」を企画コンセプト[1]に町の中のラジオ局ラジオ沖縄の社屋1Fをメイン会場にした町おこしイベントとして開催。

### これまでの公演
| 興行名          | 開催日         | MC                              | 出演者 |
| --------------- | -------------- | ------------------------------- | --- |
| 第1回           | 2012年 8月23日 | 北山亭メンソーレ プロデューサー | 浦添ウインドゥ（漫才） ジャンクトップ（漫才） ゴリラコーポレーション（漫才） 北山亭メンソーレ（落語） 諸見里杉子（怪談） 当銘由亮（ひとり芝居）                                                                  |
| 2012年 9月27日  | 第2回          |                                 | 浦添ウインドゥ（漫才） 北山亭メンソーレ（落語） リップサービス（漫才） 珠人ヒロト（大道芸） ゴリラコーポレーション（漫才） T.A.N.K.田仲メリアン                                                                  |
| 2012年 10月19日 | 第3回          |                                 | ココロッチ（漫才・コント） まねリーマン三上（声帯模写） ゴリラコーポレーション（漫才・コント） 又吉祐衣（沖縄民謡） 浦添ウインドゥ（漫才・コント） 北山亭メンソーレ（古典落語） 当銘由亮（琉球講談・ひとり芝居） |
| 2012年 11月22日 | 第4回          | 伊禮里美 与那嶺優花             | ゴリラコーポレーション（漫才・コント） スズカーサーキット（漫才・コント） アイランドハニィ（漫才・コント） 珠人ヒロト（大道芸） YURI（Music） 北山亭メンソーレ（古典落語）                                       |
| 2013年 1月1日   | 第5回          |                                 | 浦添ウインドゥ（漫才・コント） じゅん選手（漫談） アカバナー青年会（漫談） 北山亭メンソーレ（古典落語） ドラゴンエマニエル（漫才・コント） 空馬良樹（漫談） リップサービス（漫才・コント）                       |
| 2013年 1月24日  | 第6回          | 北山亭メンソーレ プロデューサー | ゴリラコーポレーション（漫才・コント） 北山亭メンソーレ（古典落語） 又吉祐衣（沖縄民謡） ショーケース（漫才・コント） ガジラー（漫才・コント） ニッキー（漫談）                                                  |
| 2013年 2月28日  | 第7回          |                                 | ピーチキャッスル（漫才・コント） 北山亭メンソーレ（古典落語） じゅん選手（漫談） 謝花綾乃・早田えみ いさお名ゴ支部（漫談・ヤギ） ベンビー（漫談）                                                                |
| 2013年 3月28日  | 第8回          |                                 | 津波信一（漫談） 伊波紗友里（落語するかも） ニッキー（漫談） しんとすけ（漫才・コント） ガジラー（漫才・コント） ネガネロック大屋（漫談）                                                                        |
| 2013年 4月25日  | 第9回          |                                 | ぐるくんず（漫才・コント） ゴリラコーポレーション（漫才・コント） ウリズン桜（漫才・コント） 330（漫才・コント） 北山亭メンソーレ（古典落語）                                                                    |
| 2013年 5月23日  | 第10回         |                                 | ゴリラコーポレーション（漫才・コント） まねリーマン三上（モノマネ） 北山亭メンソーレ（古典落語） ピーチキャッスル（漫才・コント） ぴろんぴろん下里（漫談） ノルウェースウェーデン（漫才・コント）                |
| 2013年 6月27日  | 第11回         |                                 | 北山亭メンソーレ（古典落語） ぐるくんず（漫才・コント） ハンサム金城（漫談） ジャンクトップ（漫才・コント） 浦添ウインドゥ（漫才・コント） 珠人ヒロト（大道芸）                                                  |
| 2013年 7月25日  | 第12回         |                                 | じゅん選手（漫談） ノーブレーキ（漫才・コント） みっち～（漫談） 北山亭メンソーレ（古典落語） 仲西下田（漫才・コント） 浦添ウインドゥ（漫才・コント） ゴリラコーポレーション（漫才・コント）                     |
| 2013年 8月22日  | 第13回         |                                 | 赤瓦ちょーびん（ウチナー怪談） 飛び出せ!マーメイド 北山亭メンソーレ（古典落語） ココリッチ（漫才・コント） ゴリラコーポレーション（漫才・コント） ぐるくんず（漫才・コント）                                     |
| 2013年 9月24日  | 第14回         | 北山亭メンソーレ プロデューサー | アカバナー青年会（漫談） アイランドハニィ（漫才・コント） スズカーサーキット（漫才・コント） 北山亭メンソーレ（古典落語） ゴリラコーポレーション（漫才・コント） ナオキ屋（アーティスト）                        |